# Eaglesfield
Eaglesfield är en ort i Storbritannien. Den ligger i kommunen Dumfries and Galloway och riksdelen Skottland, i den centrala delen av landet. Eaglesfield ligger 68 meter över havet och antalet invånare är 601.
Terrängen runt Eaglesfield är lite kuperad, och sluttar söderut. Trakten runt Eaglesfield består i huvudsak av gräsmarker och jordbruksmark.